# Concílio de Filipópolis
O Concílio de Filipópolis em 343, 344 ou 347 dC foi o resultado de um dissensão entre os bispos Orientais presentes no Concílio de Sárdica, que se retiraram da cidade após não terem seus termos para reunião respeitados pelos Ocidentais. Os principais membros do concílio foram Estêvão de Antioquia, Acácio de Cesaréia, sucessor de Eusébio, Basílio de Ancira, Gregório de Alexandria, entre outros. O grupo é tradicionalmente conhecido como "eusebianos", embora a descrição seja polêmica e construída não sem abusos.

## História
Em Filipópolis (atual Plovdiv, segunda maior cidade da Bulgária), 73 bispos orientais (além dos Ocidentais Valente de Mursa e Ursácio de Singidunum, atual Belgrado) publicaram um símbolo de fé redigido em Sérdica, em conjunto com uma carta encíclica onde se opõem aos bispos Ocidentais. O principal ponto de discórdia que levou à organização dos bispos em Filipópolis dizia respeito à ordem canônica da Igreja, uma vez que os Ocidentais insistiam que Atanásio de Alexandria e Marcelo de Ancira tomassem assento no concílio como membros, a despeito dos dois terem sido depostos e excomungados por vários sínodos Orientais, o primeiro por agir com tirania e violência em sua sé no Concílio de Tiro (335), o segundo por heresia no Concílio de Constantinopla (335). Do ponto de vista Oriental, que os ocidentais o tenham aceitado era contrário “à autoridade da lei, à lei da Igreja e à santa tradição dos apóstolos”. Portanto, os bispos orientais condenaram, depuseram e excomungaram formalmente os bispos do concílio Ocidental de Sérdica, listando os seguintes nomes: Júlio de Roma, Ósio de Córdoba, Protógenes de Sérdica, Marcelo e Atanásio entre os excomungados. Isso causou um cisma entre as duas partes da Igreja que precisou de algumas décadas para ser totalmente sanado.

## Credo de Filipópolis
O Credo de Filipópolis foi uma confissão de fé redigida pelos Orientais ainda em Sérdica, mas publicada apenas após a divisão do sínodo. O texto é uma tentativa de demostrar aos Ocidentais o ponto de vista do Oriente de forma mais branda.
Texto do Credo:
Cremos num só Deus, o Pai Todo-Poderoso, Criador e Arquiteto de todas as coisas, de quem toda a paternidade no céu e na terra recebe o nome.
E cremos em Seu Filho Unigênito nosso Senhor Jesus Cristo, que antes de todos os tempos foi gerado do Pai, Deus de Deus, Luz da Luz, por quem foram feitas todas as coisas que há no céu e na terra, visíveis e invisíveis; Aquele que é a Palavra, a Sabedoria, o Poder, a Vida e a verdadeira Luz; e que nos últimos dias se encarnou por nós, e nasceu da Santa Virgem, que foi crucificado, morreu, foi sepultado, ressuscitou dos mortos no terceiro dia, foi recebido no céu, está sentado à destra do Pai, virá julgar os vivos e os mortos e dar a cada um segundo as suas obras; cujo reino permanece sem fim para todo o sempre. Pois Ele está sentado à direita do Pai, não apenas nesta era, mas também na era por vir.
Cremos também no Espírito Santo, isto é, no Paráclito, que, segundo a sua [de Cristo] promessa, enviou aos seus apóstolos depois do seu regresso aos céus para os ensinar e para lhes fazer lembrar todas as coisas, por quem também as almas daqueles que acreditam sinceramente Nele são santificados.
Mas aqueles que dizem que o Filho de Deus surgiu de coisas inexistentes ou de outra substância e não de Deus, e que houve um tempo ou era em que Ele não existia, a santa igreja católica os considera estranhos. Da mesma forma também aqueles que dizem que existem três Deuses, ou que Cristo não é Deus e que antes dos tempos Ele não era nem Cristo nem Filho de Deus, ou que Ele mesmo é o Pai e o Filho e o Espírito Santo, ou que o Filho é incapaz de nascer; ou que o Pai gerou o Filho sem propósito ou vontade: a santa igreja católica anatematiza.